# 원 웨이 (영화)
《원 웨이》(영어: One Way)는 미국에서 제작된 앤드루 베어드 감독의 2022년 액션 범죄 스릴러 영화이다. 콜슨 베이커, 케빈 베이컨 등이 출연하였다.

## 출연진
- 콜슨 베이커
- 케빈 베이컨
- 트래비스 피멀
- 드레이아 더머테이오
- 스톰 리드
- 리스 코이로
- 메건 홀더